# Styloforum
Styloforum (Stylophorum) – rodzaj roślin z rodziny makowatych. Obejmuje 3 gatunki, z których 2 są endemitami chińskimi, a trzeci – styloforum dwulistne występuje w atlantyckiej części Ameryki Północnej. Rośliny zawierają żółty i pomarańczowy sok mleczny.

## Morfologia
Byliny z pojedynczą łodygą, rzadziej 2 lub 3, owłosionymi lub nagimi. Kilka długoogonkowych liści odziomkowych ma podzieloną pierzasto blaszkę liściową, na brzegach nieregularnie piłkowaną. Liście łodygowe krótkoogonkowe, często zbliżone, niemal naprzeciwległe, wyrastają u niektórych gatunków u szczytu pędu, tuż pod szypułkami kwiatowymi, poza tym podobne do odziomkowych. Kwiaty pojedyncze lub skupione po kilka w baldach wyrastają na szczycie pędu. Kielich składa się z 2 owalnych i owłosionych działek. Płatki 4 żółte. Pręciki liczne (ponad 20) z wzniesionymi pylnikami. Zalążnia owalna lub wydłużona, z 2 lub 4 owocolistków, jednokomorowa. Szyjka słupka krótka zakończona główkowatym znamieniem. Owocem jest wąska, owalna torebka, omszona, otwierająca się dwiema klapami i zawierająca liczne, drobne nasiona. 

## Systematyka
Pozycja systematyczna według Angiosperm Phylogeny Website (aktualizowany system APG III z 2009)
Rodzaj z plemienia Chelidonieae, podrodziny Papaveroideae, rodziny makowatych Papaveraceae zaliczanej do rzędu jaskrowców (Ranunculales) i wraz z nim do okrytonasiennych.
Wykaz gatunków
- Stylophorum diphyllum (Michx.) Nutt. – styloforum dwulistne[7]
- Stylophorum lasiocarpum (Oliv.) Fedde – styloforum wełnistoowocowe[7]
- Stylophorum sutchuenense (Franch.) Fedde